# Unto the Third Generation
Unto the Third Generation er en amerikansk stumfilm fra 1913 af Harry Solter.

## Medvirkende
- Florence Lawrence
- Matt Moore
- Earle Foxe
- Jack Newton
- Leonora von Ottinger